# 沢井比河流
沢井 比河流（さわい ひかる、1964年4月11日-）は、作曲家・箏曲家、ジャパニーズ・メタルのギタリストである
沢井箏曲院会長。日本三曲協会会員。現代邦楽作曲家連盟会員。沢井忠夫・沢井一恵の長男として生まれる。メタルバンド　メフィストフェレスでメジャーデビュー。桐朋学園子供のための音楽教室へ入門。尺八を横山勝也、フルートを吉田雅夫に学ぶ。独学で箏曲の作曲及び演奏を始める。
成田☆一家として、ジャパメタのギタリストとしても活躍中である。また作曲家として、テレビ東京極めるの作曲も担当したこともある。

## 略歴
- 1985年（昭和60年）ロックバンド　メフィストフェレスを結成、ギターと作曲を担当し活動。同61年から「沢井忠夫・自作自演」にて全国各地演奏
- 1990年（平成2年）沢井箏曲院10周年記念「箏の祭典」全国18カ所で公演。同年沢井忠夫、山本邦山とアメリカツアー。ワシントン・ケネディーセンターとN.Yアジアソサエティーに出演。
- 1991年（平成3年）国際交流基金派遣、イタリア、ポルトガルコンサートツアー。
- 平成5年 沢井比河流・自作自演リサイタル（東京abcホール）。NHKホール「初春三曲名流選」における「斜影」演奏がNHK衛星テレビにて放映、反響を呼ぶ。また、文化庁助成、日本三曲協会主催による「伝統と現代の光彩」においても「斜影」を演奏。
- 1994年（平成6年）沢井比河流・自作自演リサイタル（大阪イシハラホール）。
- 1995年（平成7年）パリ市立劇場公演。
- 1999年（平成11年）沢井箏曲院20周年記念公演「箏の祭典」を国内9公演と海外2公演を展開。
- 2000年（平成12年）お台場メディアージュ内トリビュート・トゥ．ザ・ラブ・ジェネレーションにて2日間4公演ライブを行う。
- 2001年（平成13年）神奈川県立音楽堂にて『箏と室内オーケストラのための協奏曲「始原」』のソリストとしてオーケストラ・アンサンブル金沢と共演。また、ロックバンド「メフィストフェレス」を再結成しVAPレーベルよりCD「METAL ON METAL」をリリース。全国21か所でライブツアーを行う。
- 2004年（平成16年）沢井箏曲院25周年記念「箏の祭典」を全国各支部で展開。
- 2005年（平成17年）沢井比河流箏リサイタル・自作自演111（東京津田ホール）を開催。
- 2006年（平成18年）ビクター伝統文化財団レーベルより1st CD「OKOTO」をリリース。
- 2007年（平成19年）ビクター伝統文化財団レーベルより2nd CD「二枚目」をリリース。メフィストフェレス CD「I'm Getting Ready For The Fight」をリリース。
- 2009年（平成21年）[沢井箏曲院30周年記念「箏の祭典･沢井比河流リサイタル」を全国30ヵ所で展開。
- 2010年（平成22年）ロックバンド「成田☆一家」に参加しCD「指名手配～重要参考人～」をリリース。
- 2012年（平成24年）沢井箏曲院35周年記念「箏の祭典」をオペラシティホールにて開催。日本伝統文化振興財団レーベルよりシングルCD「宙々」をリリース。
- 2014年（平成26年）日本伝統文化振興財団レーベルより3rdアルバム「龍・上昇の彼方」をリリース。
- 2014年11月11日、MEPHISTOPELES公式twitterにより、沢井比河流の脱退が発表される。
- 現在　沢井箏曲院会長、桐朋学園芸術短期大学非常勤講師、現代邦楽作曲家連盟会員、日本三曲協会会員、メフィストフェレス、成田☆一家

## 受賞等
1992年（平成4年）箏独奏曲「斜影」にて、第14回文化庁舞台芸術創作奨励賞グランプリ受賞。

## ディスコグラフィ
1. HEAVY METAL FORCE Ⅲ(EXPLOSION/1985/07・EXP-HM282) メフィストフェレスYouKeepOnTryingで参加
2. 沢井忠夫アンソロジー 凛＜りん＞ 沢井忠夫-作品集ライブ （Kyoto Records/2001/06・MISH-0006）沢井忠夫
3. METAL ON METAL(Vap/2002/07/31・VPCC-81380) メフィストフェレス
4. STAND PROUD！Ⅲ(Avex/2002/12/11・CTCR-18048) メフィストフェレスBreakerで参加
5. 厚木I.C.(Victor/2003/04/23・VICL-61083) 小泉今日子 JapaneseBeauty
6. TAYUTAFU（Kyoto Records/2005/06・MISH-0015）沢井一恵
7. 新編 現代の箏曲(Victor/2006/08/・VZCG-8352〜8356)土声
8. OKOTO(Victor/2006/11/22・VZCG-611) 沢井比河流
9. 二枚目(Victor/2007/12/27・VZCG-658) 沢井比河流
10. I'm Getting Ready For The Fight(MEPHISTOPHELES OFFICAL) メフィストフェレス
11. THE SAWAI KAZUE[十七絃]（邦楽ジャーナル/2011/07/18・HJCD-0006）沢井一恵
12. 指名手配～重要参考人～(YSCSH-0005) 成田☆一家
13. Labyrinth(CJYB-0001)藪蛇
14. 宙々(日本伝統文化振興財団/2013/05/01・VZCG-10550) 沢井比河流
15. 龍・上昇の彼方（日本伝統文化振興財団/2014/6/11) 沢井比河流

## 作品リスト
- 斜影（箏独奏）1991年作曲（第14回文化庁舞台芸術創作奨励賞グランプリ受賞作品）
- 土声（十七弦　尺八）1991年作曲　永廣孝山委嘱
- 夢の輪（箏Ⅰ　A.B　箏Ⅱ　A.B　十七弦　A.B）1993年作曲
- 石の庭（箏Ⅰ　箏Ⅱ　箏Ⅲ　十七弦Ⅰ　十七弦Ⅱ）1994年作曲　沢井一恵委嘱
- ARCADIA（箏Ⅰ　箏Ⅱ　十七弦）1995年作曲　kotoVoltex委嘱
- 真美夜（まびや、尺八　十七弦）1996年作曲　永廣孝山委嘱
- 天翔けるきらめき（箏Ⅰ　箏Ⅱ　十七弦）1997年作曲　和久文子委嘱
- ブルー・ブラック（箏　十七弦）1998年作曲
- ASUKA（箏独奏）1998年3月作曲
- 吟遊歌（箏Ⅰ　箏Ⅱ　十七弦）1998年7月作曲　沢井忠夫合奏団委嘱
- 氷華（箏　十七弦Ⅰ　十七弦Ⅱ）1999年作曲　倉内里仁委嘱
- OKOTO（箏Ⅰ　箏Ⅱ）1999年作曲
- F・L・Y（箏　三弦）1999年作曲
- イリュージョン（箏　十七弦）2000年作曲　小林道恵委嘱
- ANOTHER SCENE（箏Ⅰ　箏Ⅱ）2000年作曲　市川愼委嘱
- 絲と竹の時（箏　十七弦　尺八）2002年作曲　福山絲竹の会委嘱
- 上昇の彼方（箏Ⅰ　箏Ⅱ　十七弦）2003年3月作曲　沢井忠夫合奏団委嘱
- 赤の彩り（三弦　箏　十七弦）2003年作曲　箏衛門委嘱
- デイブレイク（箏独奏）2004年作曲　樋熊依子委嘱
- 絲乱舞（三弦独奏）　本條秀太郎委嘱
- 朱へ…（箏　尺八）永廣孝山委嘱
- 遊人夢（ゆうとむ）（三弦Ⅰ　三弦Ⅱ　十七弦）高田和子委嘱
- 絵空箏（箏ソロ　箏Ⅰ　箏Ⅱ　十七弦Ⅰ　十七弦Ⅱ）西陽子委嘱
- 月光百姿（箏　尺八　十七弦）菅原久仁義委嘱
- 流々（りゅりゅ、箏Ⅰ　箏Ⅱ）
- 凜（箏　十七弦）井関一博委嘱
- 雨・流るる時（箏　三弦　十七弦）夢優委嘱
- レッドムーン（箏　尺八）坂田梁山委嘱
- 時のチェイサー（箏ソロ　尺八ソロ　尺八　箏　十七弦）菅原久仁義委嘱
- 空底（尺八独奏）
- 紫月（箏Ⅰ　箏Ⅱ　十七弦　三弦　尺八Ⅰ　尺八Ⅱ）龍谷大学邦楽部委嘱
- 宙々（箏Ⅰ　箏Ⅱ）
- コスモド･ラグーン（箏Ⅰ　箏Ⅱ　十七弦　三弦　尺八）日本三曲協会委嘱
- 光々( 箏 I    箏 II )2019年作曲
- 乱雅（十七弦Ⅰ　十七弦Ⅱ
- LIAR（メフィストフェレス）METAL on METAL
- DETENSION（メフィストフェレス）METAL on METAL
- FREEDOM（メフィストフェレス）METAL on METAL
- BE CARRY IN GAMBLING（メフィストフェレス）METAL on METAL
- MEPHISTOPHELES（メフィストフェレス）METAL on METAL
- BLOODY WOMAN（メフィストフェレス）2001 METAL on METAL LIVE Officialbootleg DVD
- WIPE OUT（メフィストフェレス）I'm Getting Ready For The Fight
- Via.DOLOROSA 箏三弦Ver.（メフィストフェレス）I'm Getting Ready For The Fight